# Polytrichum recurvatum
Polytrichum recurvatum är en bladmossart som beskrevs av C. Müller 1901. Polytrichum recurvatum ingår i släktet björnmossor, och familjen Polytrichaceae. Inga underarter finns listade i Catalogue of Life.